# Clinopodium bolivianum
Clinopodium bolivianum — вид квіткових рослин з родини глухокропивових (Lamiaceae).

## Біоморфологічна характеристика
Кущик 80 см заввишки. Ефектні трубчасті білі квіти. 

## Поширення
Ареал: північно-західна Аргентина, Болівія, Південне Перу.
Росте у пухкому ґрунті, на виходах скелястих пісковиків.

## Синоніми
- Clinopodium kuntzeanum (Briq.) Kuntze
- Gardoquia obovata Griseb. ex Wedd.
- Micromeria boliviana Benth.
- Satureja boliviana (Benth.) Briq.
- Satureja kuntzeana Briq.
- Xenopoma bolivianum (Benth.) Griseb.